# О-Перейро-де-Агіар
О-Перейро-де-Агіар (гал. O Pereiro de Aguiar, ісп. Pereiro de Aguiar) — муніципалітет в Іспанії, у складі автономної спільноти Галісія, у провінції Оренсе. Населення — 6135 осіб (2009).
Муніципалітет розташований на відстані близько 400 км на північний захід від Мадрида, 5 км на схід від Оренсе.
Муніципалітет складається з наступних паррокій: Кальвельє, Чаодаркас, Ковас, А-Ламела, Меліас, Прешигейро, Сабадельє, Сан-Мартіньйо-де-Морейрас, Сан-Шоан-де-Морейрас, Санта-Марта-де-Морейрас, Тібіас, Тріос, Віларіньйо.

## Демографія
Динаміка населення (INE ):

## Галерея зображень

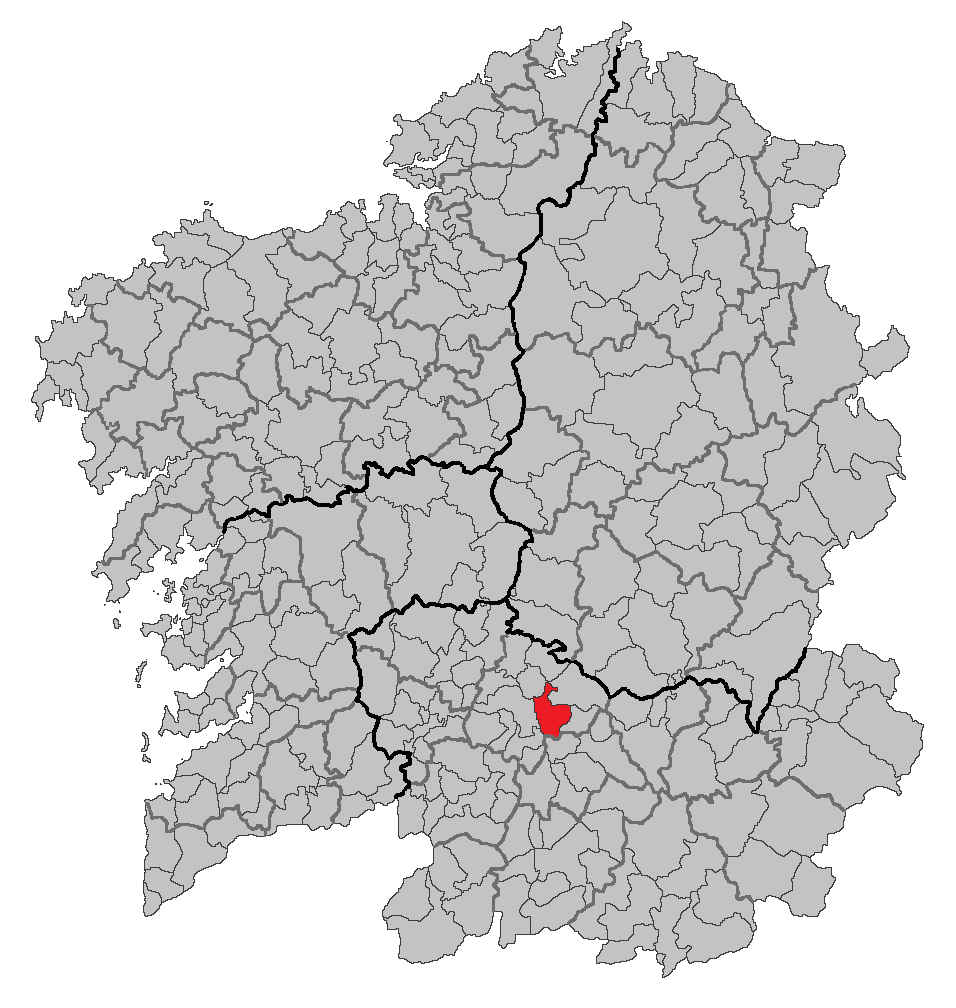
Розташування муніципалітету